# 意式海鲜汤

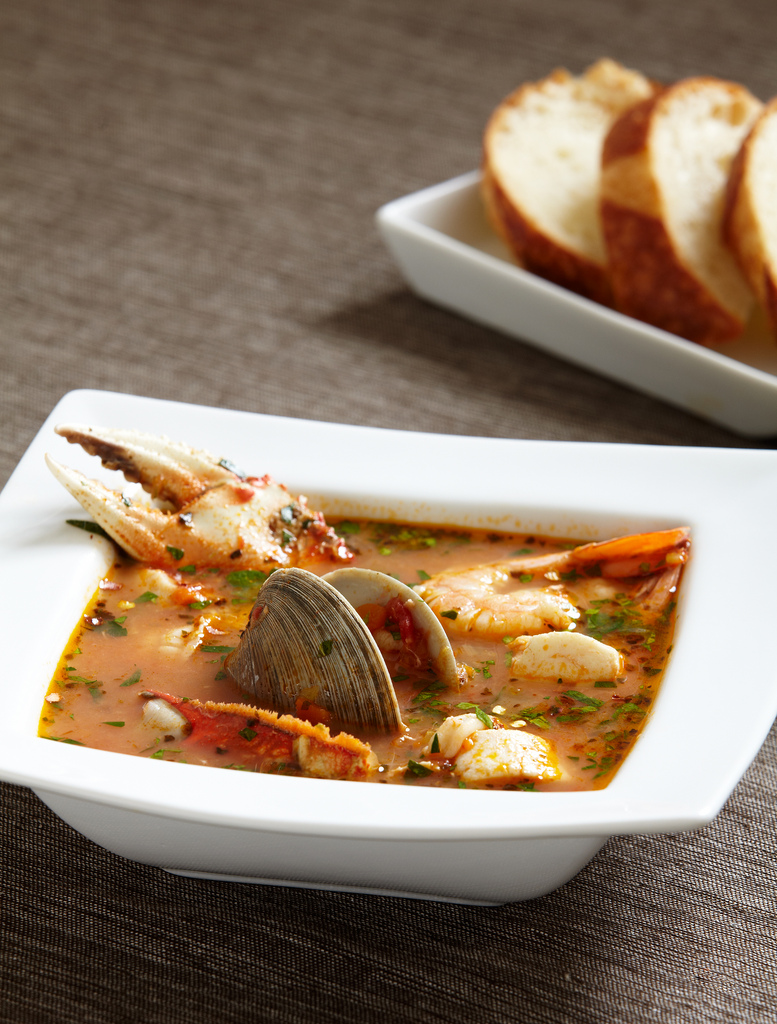
意式海鲜汤配面包

意式海鲜汤（英語：cioppino）是一种源自美国加利福尼亚州旧金山的海鲜炖汤，属于美式意大利菜，发源于意大利饮食中的各类鱼汤。

## 描述
意式海鲜汤传统上是用当天捕捞的新鲜海鲜制成。在旧金山，这些海鲜通常包括来自太平洋的珍宝蟹、蛤蜊、虾、扇贝、鱿鱼、贻贝和鱼类。海鲜与新鲜番茄和葡萄酒酱料混合在一起。
这道菜可以搭配烤面包一起食用，一般是当地的酸面包或法式面包。面包充当淀粉（类似于意大利面），用来蘸取酱汁。

## 历史
意式海鲜汤是由意大利移民于19世纪创造的。这些移民大多来自意大利港口城市热那亚，他们居住在旧金山北滩，并在梅格斯码头捕鱼。每当一名渔夫捕不到鱼、空手而归时，他会提着一个锅去找其他渔夫，让大家一起帮忙凑些食材（英语称为“chip in”），这便成为了他的“cioppino”。那些帮了忙的渔夫希望，如果下次他们空手而归时，也能得到同等的待遇。随着意大利餐厅在旧金山的兴起，这道菜逐渐成为了当地的主食。
此外，也有说法认为“cioppino”这个名字源于意大利利古里亚地区的一种传统汤ciuppin（或拼作ciupin）。其味道与意式海鲜汤相似，但番茄较少，且使用地中海海鲜，煮至食材散开。
这道菜的起源与意大利其他一些海鲜炖菜相似，包括托斯卡纳的cacciucco、阿布鲁佐的brodetto di pesce等。类似的海鲜炖汤也可以在从葡萄牙到希腊的地中海沿岸其他地区找到，如加泰罗尼亚的suquet de peix、普罗旺斯的马赛鱼汤等。
关于意式海鲜汤的最早记录来自1901年《旧金山呼声报》上的一份食谱，当时这道炖菜被称为“chespini”。 “cioppino”一词则首次出现在1906年《难民食谱》（The Refugee's Cookbook）中，这是一本为了帮助在1906年旧金山地震和火灾中流离失所的当地居民筹款而出版的食谱。

## 呈现方式
通常海鲜会在汤中烹煮，并连壳一起上桌。螃蟹常会被切成两块或四块，因此食用时需要蟹叉、钳子这样的特殊餐具。有些餐厅可能会附上一条围兜，以免食物弄脏衣服，另外还会提供湿餐巾和一个用于盛放壳的碗。还有一种被称为“懒人版意式海鲜汤”的变体，上桌前会先将海鲜的壳提前敲开或去除。